# Kids (sång)
Kids är en låt av den amerikanska duon MGMT utgiven 2008. Låten var den tredje singeln från albumet Oracular Spectacular, och hamnade på femte plats på Australiens Triple J Hottest 100-lista. Den blev även en stor hit i många andra länder, bland annat etta i Norge. Musiktidningen NME placerade den som nummer ett på sin lista över 2008 års bästa låtar. Låten var även nominerad till Grammy Awards 2010 för bästa popframförande av duo/grupp.
2009 stämde gruppen Frankrikes president Nicolas Sarkozy för att ha använt låten utan tillåtelse på sitt partis kongress. De fick 30 000 euro i kompensation, vilket de skänkte till offren för jordbävningen i Haiti.

## Innehållsförteckning
| 1. | Kids                                             | 5:06 |
| 2. | Kids (Soulwax Remix)                             | 5:42 |
| 3. | Of Moons, Birds and Monsters (Holy Ghost! Remix) | 6:16 |

| 1. | Kids                 | 5:06 |
| 2. | Kids (Soulwax Remix) | 5:42 |